# القبو
القبو (به عربی: القبو ) یک منطقهٔ مسکونی در سوریه است که در حمص واقع شده‌است.

## خصوصیات
القبو ۴٬۸۷۰ نفر جمعیت دارد و ۵۴۲ متر بالاتر از سطح دریا واقع شده‌است.